# Qurbana

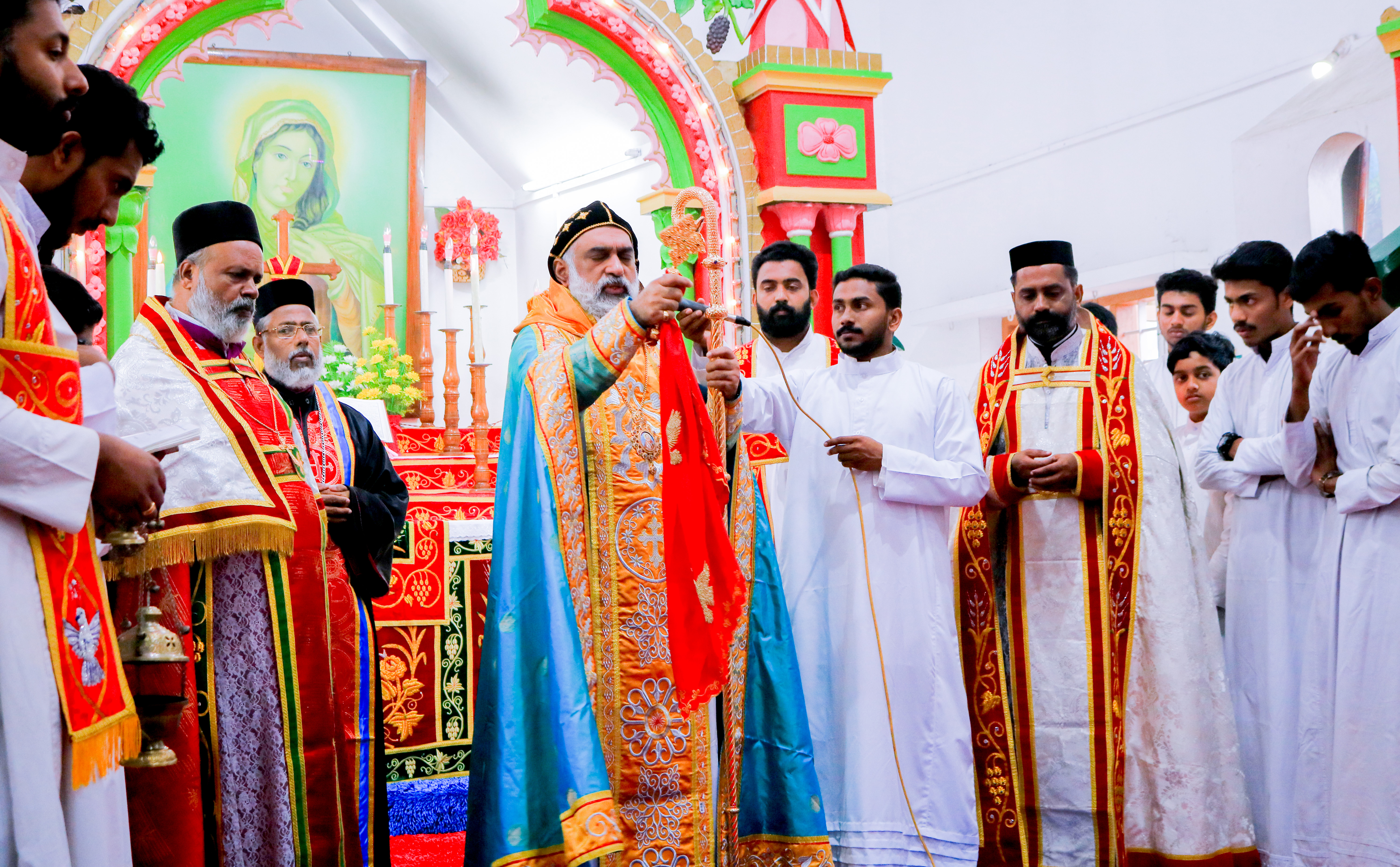
Qurbana célébrée à en 2019.

La Qurbana — en syriaque ܩܘܼܪܒܵܢܵܐ ܩܲܕܝܫܵܐ, qui signifie « sainte offrande » ou « saint sacrifice » et se prononce Qurbānā Qaddišā en syriaque oriental et Qurbānā Qandišā dans la version indienne — est la célébration liturgique principale des chrétiens du rite syriaque oriental, et notamment de l'Église catholique syro-malankare.

## Histoire
Selon la tradition syriaque, la première Qurbana aurait été célébrée par Jacques, premier évêque de Jérusalem.
Le 28 novembre 2021, trente-quatre archéparchies mettent en œuvre la décision synodale concernant la forme de célébration de la Qurbana, qui approuve certains textes liturgiques ainsi que la forme de célébration. Le 1er avril 2022, le pape François enjoint l'Archéparchie d'Ernakulam–Angamaly (en) de respecter cette décision synodale.

## Déroulement
La Qurbana se déroule en trois parties. La première symbolise les trente années de la vie « cachée » de Jésus à Nazareth. La Qurbana commence par une hymne qui précède l'ouverture de la Madbaha, c'est-à-dire le « Saint des Saints », situé au fond de l'Église en référence à celui du Temple de Jérusalem, ainsi que par une procession autour de l'autel,. Puis vient la prière du Trisagion, la lecture de l'Évangile, suivies de la célébration de Qurbana proprement dite.
La seconde partie du service correspond au moment de communion. Elle commence par le baiser de paix, puis, après une prière d'élévation et la proclamation de la sainteté de Dieu vient le temps de l'institution de l'Eucharistie.
La troisième partie de la Qurbana est une grande intercession suivie de la fermeture de la Madbaha.